# Cromna
Cromna o Cromne (en griego, Κρῶμνα) era una antigua ciudad griega de Paflagonia, que es mencionada por Homero en el catálogo de los troyanos de la Ilíada donde formaba parte de los territorios del país de los énetos gobernados por Pilémenes.
Es citada por Apolonio de Rodas entre las ciudades que costearon los argonautas en su viaje hacia la Cólquide.
Estrabón menciona que la ciudad de Cromne, junto a las de Citoro, Sésamo y Tío, se habían unido en sinecismo para formar la ciudad de Amastris, fundada en el año 300 a. C., aunque Tío se separó del sinecismo poco después.